# Metropolia di Gerisso, della Santa Montagna e Ardamerio

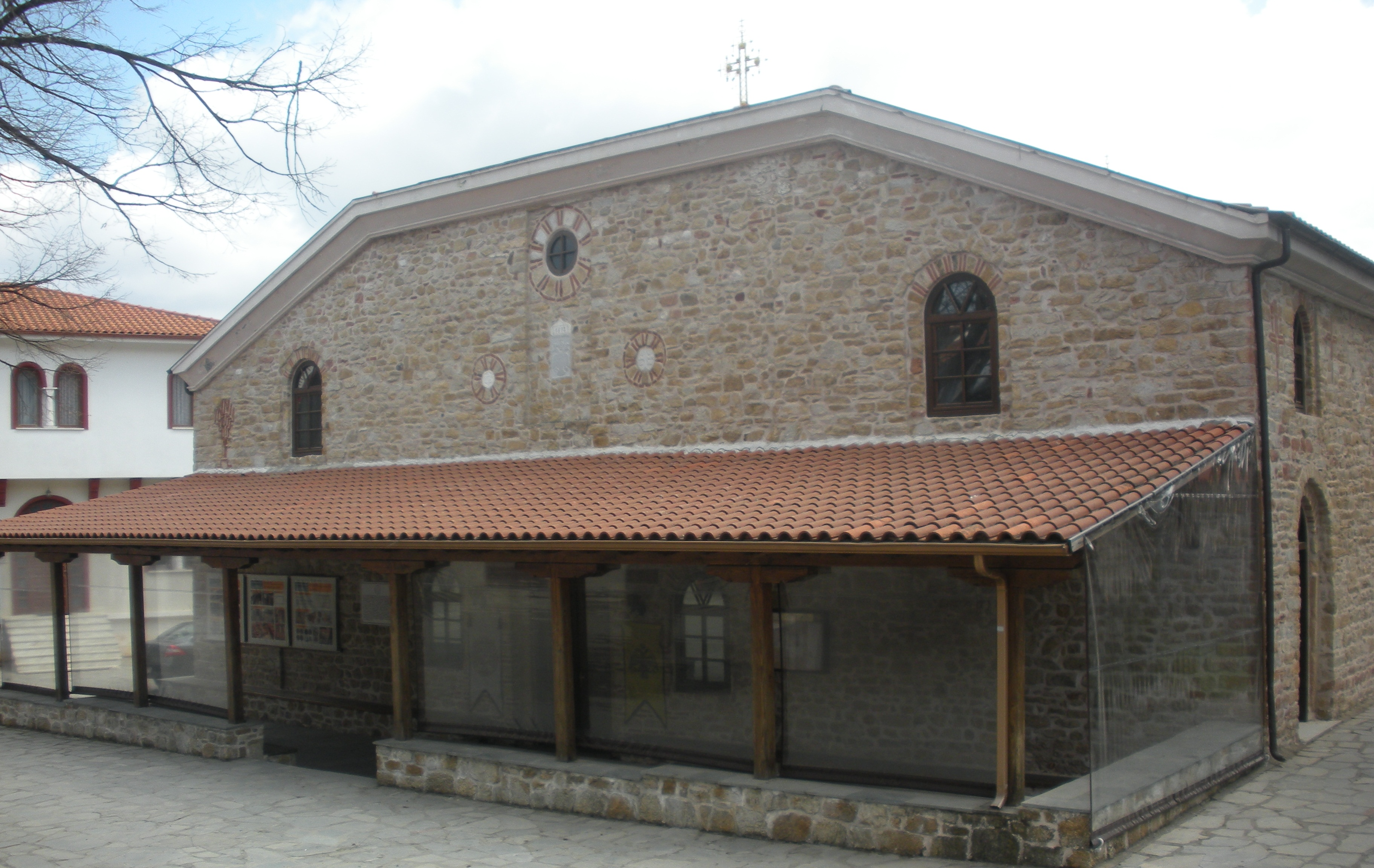
La cattedrale di Santo Stefano di Arnaia.

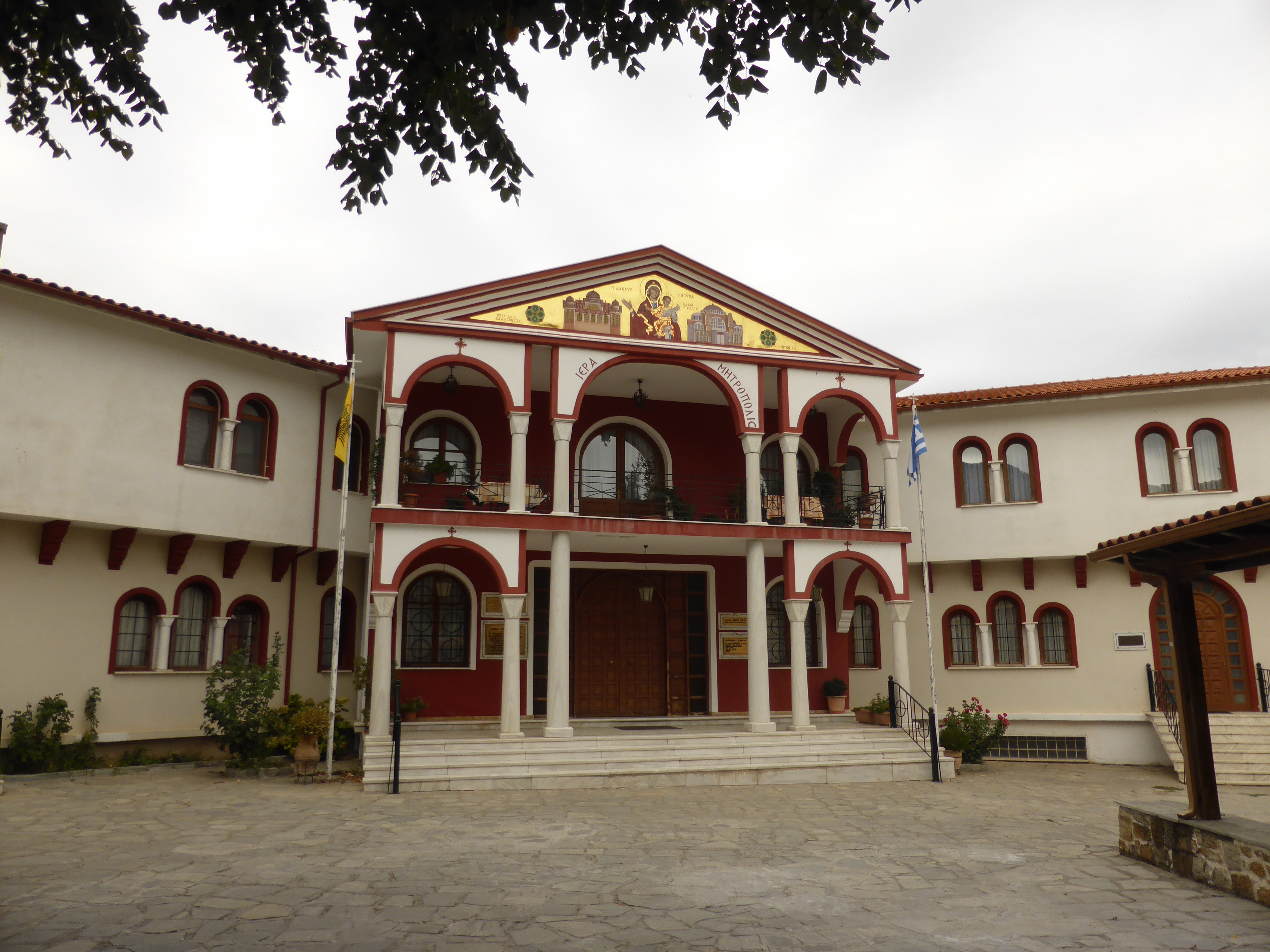
Il palazzo metropolitano.

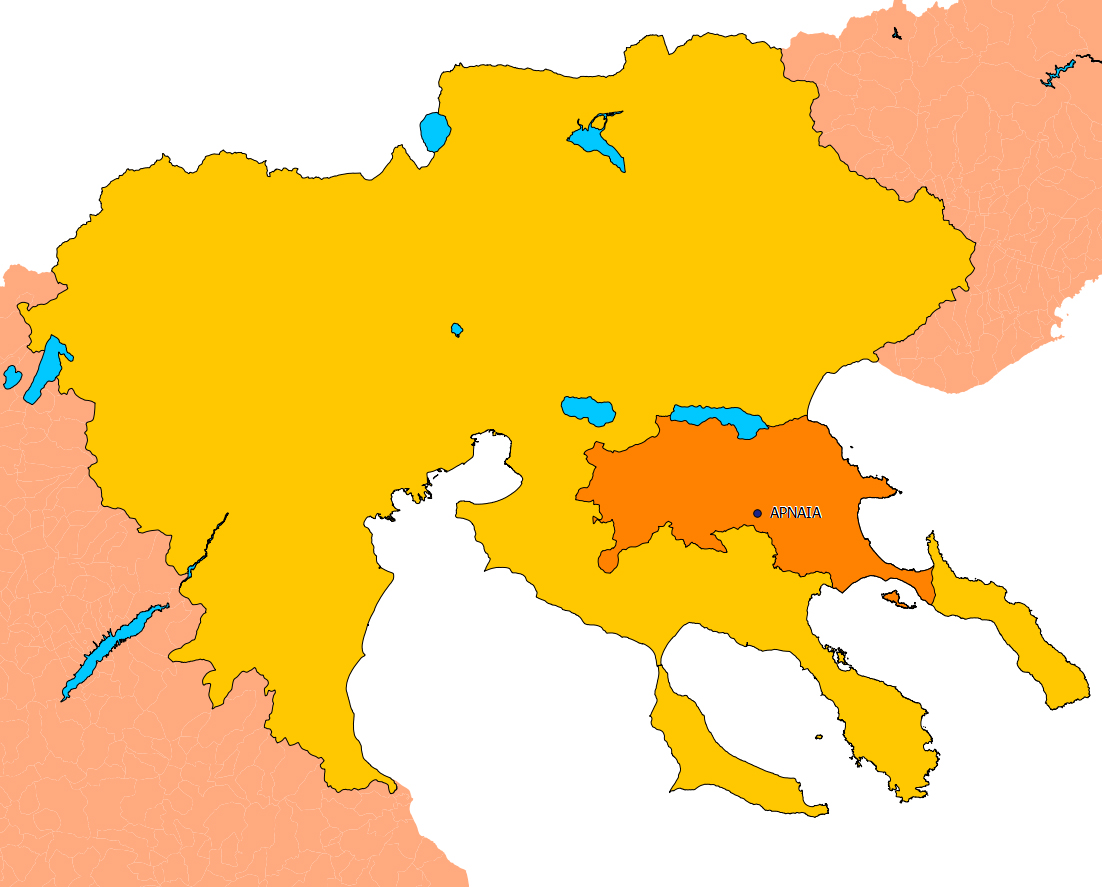
Mappa della metropolia

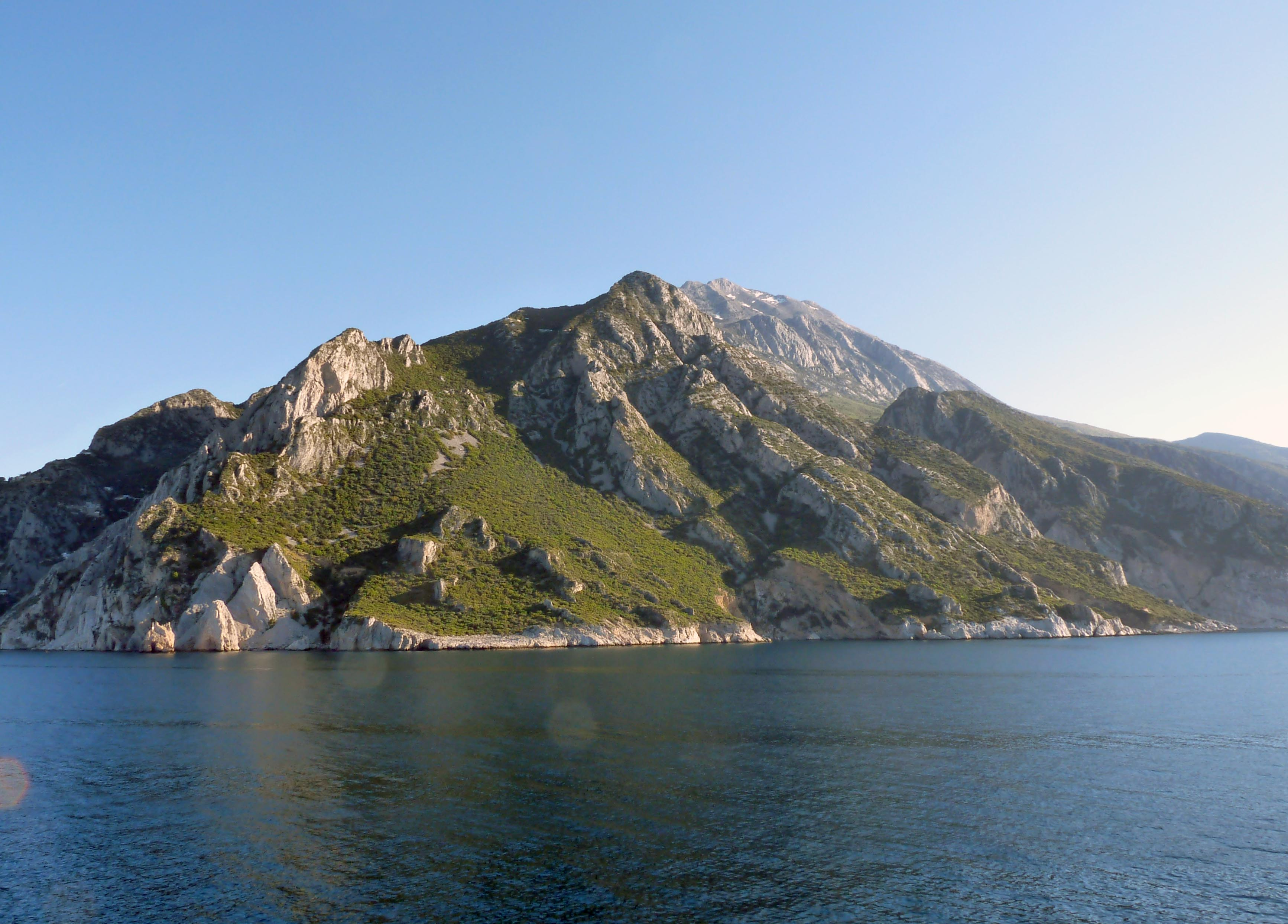
Vista del monte Athos dal mar Egeo.

La metropolia di Gerisso, della Santa Montagna e Ardamerio (in greco Ιερά Μητρόπολις Ιερισσού, Αγίου Όρους και Αρδαμερίου?, Ierá Mitrópolīs Ierissou, Aghiou Orous kai Ardameriou) è una diocesi del Patriarcato ecumenico di Costantinopoli, pastoralmente affidata alla Chiesa di Grecia, con sede a Arnaia.
Dal 5 ottobre 2012 il metropolita è Teoclito, nato Panagiotis Athanassopoulos.

## Territorio
La metropolia comprende la parte centrale e orientale dell'unità periferica della Calcidica e la parte sud-orientale di quella di Salonicco.
Sede metropolitana è la città di Arnaia, dove si trova la cattedrale di Santo Stefano.
Dal punto di vista canonico, la metropolia fa parte del patriarcato ecumenico di Costantinopoli. Tuttavia, trovandosi in territorio greco, la gestione pastorale è affidata alle cure dell'arcivescovo di Atene e della Chiesa di Grecia.

## Storia
L'odierna metropolia unisce due antiche diocesi di epoca bizantina, Gerisso e Ardamerio, entrambe attestate per la prima volta nel X secolo.

### Ardamerio
Ardamerio, identificabile con Ardameri nel comune di Langadas in Grecia, è un'antica sede vescovile greca della provincia romana di Macedonia nella diocesi civile omonima, suffraganea dell'arcidiocesi di Tessalonica. La diocesi è menzionata nelle Notitiae episcopatuum del patriarcato di Costantinopoli dal X al XV secolo con il doppio nome di "Ardamerio o Herculia". Il primo vescovo documentato è Giovanni, che il 2 agosto 943 sottoscrisse l'atto con cui venivano definiti i confini tra Gerisso e il monte Athos.
All'epoca del vescovo Melezio, attestato nel 1638, la sede della diocesi si trovava nella località di Galatista (oggi nell'ex comune di Anthemounta).
Nel 1877 la diocesi comprendeva 16 villaggi per una popolazione greca totale di circa 8.700 persone.
Il 7 ottobre 1924 la diocesi fu elevata al rango di metropolia.
Nel novembre 1936 la metropolia di Ardamerio fu soppressa e il suo territorio suddiviso fra le metropolie di Kassandra e di Salonicco. Nel 1940, in seguito alla promulgazione della nuova carta costituzionale della Chiesa di Grecia, i territori dell'ex metropolia di Ardamerio furono annessi alla metropolia di Gerisso e della Santa Montagna.

### Gerisso
Gerisso (῾Ιερισσός), corrispondente all'antica Achantus, nella penisola Calcidica, nei pressi del monte Athos, è un'antica sede vescovile greca della provincia romana della Macedonia Prima nella diocesi civile omonima, suffraganea dell'arcidiocesi di Tessalonica.
La diocesi è di istituzione tardiva, eretta tra il 943, quando la città è ancora sottomessa all'autorità dei vescovi di Ardamerio o Herculia, e il 982, anno in cui è documentato il primo vescovo di Gerisso, Teodoto. L'aumento del numero dei monasteri nei pressi del monte Athos, con la conseguente crescita demografica nella regione, potrebbero essere la causa dell'istituzione di questa nuova diocesi, ininterrottamente documentata nelle Notitiae Episcopatuum del patriarcato di Costantinopoli dal X secolo agli inizi del XV secolo.
Fin dal 972 i monasteri del monte Athos (la "Santa Montagna") dipendevano direttamente dall'imperatore, ma i rapporti con i vescovi di Gerisso furono spesso conflittuali, per i tentativi di questi ultimi di imporre la propria autorità sui monaci, soprattutto dopo la caduta di Costantinopoli nel 1204. È in questo contesto che i vescovi di Gerisso, «pour assurer ses prétentions et proclamer ses droits sur l'Athos», aggiunsero al proprio titolo (episkopos Ierissou) anche quello della "Santa Montagna" (kai Aghiou Orous). Il primo vescovo che si fregiò di questi titoli fu Teofilo, attorno al 1240.
Nell'aprile del 1368 il patriarca Filoteo pubblicò un atto sinodale con il quale sottopose il monte Athos all'autorità pastorale dei vescovi di Gerisso, atto confermato nel 1372. La situazione tuttavia cambiò ben presto a favore dei monaci, e diversi atti emanati dal patriarca Antonio IV tra il 1391 e il 1396 liberarono la "Sacra Montagna" dalla giurisdizione dei vescovi di Gerisso, sottoponendo i monasteri direttamente all'autorità del patriarca, diventando così monasteri stauropegiali. I vescovi di Gerisso mantennero tuttavia il doppio titolo di "Gerisso e Sacra Montagna" fino al XX secolo.
Dopo la definitiva conquista ottomana della regione, all'inizio del XV secolo, i vescovi trasferirono in più occasioni la loro episcopale. Nel XVII secolo la sede fu a Stratoniki (nel territorio di Stagira-Akanthos) e nel XIX secolo, il vescovo Gioannizio (1838-1869) trasferì la sede a Arnaia.
Nell'ottobre del 1924, in concomitanza con la soppressione de facto delle metropolie dell'Asia minore a causa del trasferimento forzato della popolazione greca, la diocesi di Gerisso fu elevata al rango di metropolia.
Nel 1940 i territori dell'ex metropolia di Ardamerio furono incorporati in quello di Gerisso, che da quel momento assunse il nome attuale.

## Cronotassi

### Vescovi e metropoliti di Ardamerio
- Giovanni † (menzionato nel 943)[3]
- Elia † (X secolo)[18][19]
- Demetrio † (menzionato nel 1196)[20]
- Teodosio † (prima del 1310 ? - dopo il 1321)[21]
- Teodosio † (menzionato nel 1361)[22]
- Demetrio † (menzionato nel XIV secolo ?)[23]
- Gregorio † (menzionato nel 1416)[24]
- Anonimo † (inizio del XV secolo)
- Gregorio † (menzionato nel 1503/1504)
- Ioasaf † (menzionato nel febbraio 1541)
- Filoteo † (menzionato nel maggio 1541)
- Acacio † (menzionato nel 1543/1544)
- Galazio † (prima del 1560 - dopo il 1565)
- Matteo † (menzionato nel 1569)
- Zosimo † (menzionato nel 1611)
- Samuele † (menzionato nel 1619)
- Melezio † (menzionato nel 1638)
- Teofane † (? - giugno 1651 eletto vescovo di Kassandra)
- Melchisedek † (5 giugno 1680 - )
- Teoclito † (menzionato nel 1702)
- Anonimo † (menzionato nel 1738)
- Gregorio † (menzionato nel 1767/1769)
- Ignazio † (prima del 1805 - 1823 dimesso)
- Antimo † (settembre 1823 - dicembre 1831 eletto metropolita di Polyani)
- Ignazio † (dicembre 1831 - 1869 dimesso)
- Antimo † (dicembre 1869 - 6 marzo 1876 dimesso)
- Costanzo Matoulopoulos † (7 marzo 1876 - 29 luglio 1889 eletto metropolita di Servia e Kozani)
- Sofronio Nistopoulos † (febbraio 1890 - 18 gennaio 1901 eletto metropolita di Strumica)
- Doroteo Moschidis † (22 giugno 1901 - 13 maggio 1911 deceduto)
- Gioacchino Stroubis † (10 luglio 1911 - 24 febbraio 1922 eletto metropolita di Coriza)
- Callinico Kreatsoulis † (8 ottobre 1924 - 20 febbraio 1934 dimesso)

### Vescovi e metropoliti di Gerisso e della Santa Montagna
- Teodoto † (menzionato nel 982)[25][26]
- Elia † (circa X-XI secolo)[25][27]
- Giorgio † (prima di avril 1001 - prima di febbraio 1014)[25][28]
- Niceforo † (menzionato nel 1014)[25][29]
- Nicola † (menzionato nel 1032)[25][30]
- Giorgio † (prima del 1071 - dopo il 1085)[25][31]
- Basilio † (prima del 1104 - dopo il 1156/65)[25][32]
- Anonimo † (prima del 1198 - dopo il 1199)[33]
- Nicola † (menzionato nel 1200 circa)[25]
- Neofito † (menzionato nel 1235 circa)[25]
- Teofilo ? † (menzionato nel 1240 circa)[25]
- Teodoro † (circa 1256 - 1264)[34]
- Teodosio † (menzionato nel 1290)[25][35]
- Gregorio † (menzionato nel 1305)[25][36]
- Ieroteo † (menzionato nel 1310)[37][38]
- Teodosio † (prima del 1317 ? - dopo gennaio 1323)[25][39]
- Nifone † (prima di maggio 1325 - dopo il 1330)[25][40]
- Giacomo † (prima di dicembre 1334 - circa 1355/56)[25][41]
- Sergio † (menzionato nel 1355/56)[42][43]
- Davide † (prima del 1366 - dopo il 1371)[25][44]
- Isacco † (prima del 1375 - dopo il 1380 circa)[25][45]
- Teodosio † (prima del 1398 - dopo il 1400)[25][46]
- Galactio † (prima del 1407)[25][47]
- Nicandro † (menzionato nel 1441/42)[48]
- Doroteo † (prima del 1452 - dopo il 1454)[49]
- Metodio † (menzionato nel 1499)[50]
- Gregorio † (XVI secolo)[50]
- Macario † (prima del 1527 - dopo il 1543)[50]
- Ilarione † (menzionato nel 1555)[50]
- Davide † (menzionato nel 1564)[50]
- Eugenio † (menzionato nel 1569)[50]
- Cristoforo † (menzionato nel 1677)[51]
- Ignazio † (9 marzo 1702 - ?)[52]
- Daniele † (menzionato nel 1720 circa)[50]
- Teodosio † (? - 21 gennaio 1763 eletto metropolita di Tessalonica)[53]
- Giacomo † (menzionato nel 1768 circa)[50]
- Ignazio † (4 marzo 1789 - 1837 deceduto)
- Gioannizio † (1838 - 1869 deceduto)
- Dionisio † (21 febbraio 1871 - 11 marzo 1875 dimesso)
- Ambrogio Kassaras † (16 marzo 1875 - 1º marzo 1877 eletto metropolita di Platamona)
- Teoclito Papaioannou † (6 marzo 1877 - 5 marzo 1879 eletto metropolita di Polyani)
- Melezio Byzantios † (5 marzo 1879 - gennaio 1890 dimesso)
- Ilario Makaronis † (18 marzo 1890 - 16 gennaio 1899 dimesso)
- Gioacchino Anastasiadis † (18 marzo 1899 - 7 novembre 1906 dimesso)
- Partenio Bitsakis † (7 novembre 1906 - 5 agosto 1911 deceduto)
- Socrate Stavridis † (6 novembre 1911 - 1940 eletto metropolita di Gerisso, della Santa Montagna e Ardamerio)

### Vescovi e metropoliti di Gerisso, della Santa Montagna e Ardamerio
- Socrate Stavridis † (1940 - 17 settembre 1944 deceduto)
- Dionisio Papanikolopoulos † (19 novembre 1944 - 25 settembre 1951 eletto metropolita di Edessa e Pella)
- Cipriano Poulakos † (30 settembre 1951 - 3 febbraio 1959 eletto metropolita di Monembasia)
- Paolo Sofos † (28 maggio 1960 - 22 gennaio 1980 dimesso)
- Nicodemo Anagnostou † (29 marzo 1981 - 16 settembre 2012 deceduto)
- Teoclito Athanassopoulos, dal 5 ottobre 2012